# Parectecephala costaricana
Parectecephala costaricana är en tvåvingeart som först beskrevs av Oswald Duda 1930.  Parectecephala costaricana ingår i släktet Parectecephala och familjen fritflugor.
Artens utbredningsområde är Costa Rica. Inga underarter finns listade i Catalogue of Life.